# Brachypetersius pseudonummifer
Brachypetersius pseudonummifer es una especie de peces de la familia Alestidae en el orden de los Characiformes.

## Morfología
Los machos pueden llegar alcanzar los 8 cm de longitud total.

## Hábitat
Es un pez de agua dulce y de clima tropical (20 °C-27 °C).

## Distribución geográfica
Se encuentran en África: República Democrática del Congo.